# Bohdan Wiśniewski
Bohdan Wiśniewski (ur. 4 maja 1926 w Łazinie, zm. 20 marca 2007 w Łodzi) – filolog klasyczny, filozof, specjalista od filozofii starożytnej, profesor Uniwersytetu Łódzkiego, wieloletni kierownik Katedry Filologii Klasycznej UŁ.

## Życiorys
Jego rodzicami byli Feliks Joachim Wiśniewski (1890–1963), profesor fizyki oraz Emilia z domu Czyńska. Maturę uzyskał na tajnych kompletach podczas II wojny światowej. W 1945 rozpoczął studia filologii klasycznej na Uniwersytecie Łódzkim pod kierunkiem Jana Oki, filologa klasycznego, latynisty, profesora zwyczajny Uniwersytetu Stefana Batorego w Wilnie. Po śmierci profesora Oki w 1946, przeniósł się do Warszawy, gdzie w latach 1947–1948 kontynuował studia na Uniwersytecie Warszawskim pod kierunkiem Adama Krokiewicza, filologa klasycznego, historyka fililogii oraz Kazimierza Feliksa Kumanieckiego, filologa klasycznego. W 1948 ukończył studia uzyskując stopień magistra. W latach 1950–1970 był lektorem języka łacińskiego na Uniwersytecie Łódzkim. W 1965 uzyskał stopień doktora. 10 marca 1970 odbyła się jego habilitacja której przewodniczyli Kazimierz Kumaniecki, Wiktor Steffen i Oktawiusz Jurewicz. W 1971 został zatrudniony w Katedrze Filologii Klasycznej Uniwersytetu Łódzkiego, początkowo jako docent, a następnie jak o profesor. W latach 1976–1996 był kierownikiem Katedry Filologii Klasycznej Uniwersytetu Łódzkiego. Od 1986 był profesorem nadzwyczajnym, a w 1991 otrzymał tytuł profesora zwyczajnego. Był członkiem wielu organizacji i towarzystw naukowych, takich jak Polskie Towarzystwo Filologiczne, Komitet Nauk o Kulturze Antycznej (KNoKA), Łódzkie Towarzystwo Naukowe. Był też członkiem Polskiej Akademii Nauk.

## Życie prywatne
1 lutego 1956 ożenił się z Jolantą z domu Freyer, z którą miał córkę Zofię.

## Odznaczenia
- czerwiec 2004 – medal International Biographical Center z siedzibą w Cambridge[5]
- 1984 – Krzyż Kawalerski Orderu Odrodzenia Polski[6][4]
- 1982 – Medal Komisji Edukacji Narodowej[6][4]
- 1973 – Złoty Krzyż Zasługi[6][4]